# The Exploited
The Exploited és un grup de hardcore punk d'Edimburg, Escòcia, format a finals de l'any 1979. Malgrat ser una banda icònica del hardcore punk britànic (també anomenat UK82), al llarg de la seva trajectòria ha passat per diversos estils, començant per un punk clarament influenciat per l'anomenat street punk en els seus primers EP i el seu disc debut de 1981, Punks Not Dead, per després decidir-se pel hardcore punk que es convertiria en el seu segell distintiu durant la dècada dels vuitanta (destacant els àlbums Troops of Tomorrow, del 1982, Let's Start A War..., del 1983, i Horror Epics, del 1984). Des de finals d'aquella dècada, l'estil de la banda varia cap a un crossover thrash a partir de l'LP Death Before Dishonour i continuant amb els àlbums The Massacre, Beat the Bastards i Fuck the System (1987,1990, 1996 i 2003 respectivament).
Són considerats, al costat de Charged GBH i Discharge, com un dels tres grans del hardcore punk britànic. Han venut 750.000 àlbums de manera independent per tot el món.

## Biografia
Influenciats pel sorgiment del punk de finals dels anys 1970 i en particular per l'incipient moviment Oi! (llavors encara no conegut amb aquest nom), Wattie Buchan, que havia passat uns anys servint en les Forces Armades Britàniques, així com John Duncan, Gary McCormack i Dru Stix decideixen formar la seva pròpia banda, més que res com una manera de combatre l'avorriment a més d'haver-se adonat per mitjà de Sex Pistols, The Damned i UK Subs, entre d'altres, que no era necessari ser grans músics per pujar-se a l'escenari i editar discs.
Cal destacar que el primer senzill de la banda, Army Life, de 1980, va ser gravat amb Wattie en les veus, Dru Stix a la bateria, Hayboy a la guitarra i Mark al baix. Segons la mateixa banda, aquests primers Exploited no serien necessàriament els mateixos que seguirien endavant sinó que era una banda anterior de la qual només van prendre el nom, The Exploited («els explotats»).
D'altra banda aquell mateix any editen un altre senzill, «Exploited Barmy Army», ja amb la formació oficial determinada.
Com sigui, a principis de 1980 The Exploited es reactiva en una forta activitat durant la segona onada del punk britànic (coneguda també com a UK82, No Future Punk o UK Hardcore Punk), oferint concerts, editant senzills i congregant un nombre relativament gran de seguidors.Punks, skinheads i herberts componien l'audiència de la banda, ja que des d'un principi The Exploited es declara partidari de la unitat de punks i skinheads, raó per la qual molts consideraven a The Exploited com una banda Oi!, arribant a incloure'ls en algunes compilacions del gènere (com el seminal Oi! The Album, Lords Of Oi! i altres). No obstant això, sempre es van auto anomenar punks. Tot i que la imatge de The Exploited i especialment del vocalista Wattie, amb la seva cabellera mohicana vermella, botes Dr. Martens i jaqueta de cuir, ha romàs en l'imaginari col·lectiu dels seus seguidors, en els seus inicis la banda portava una estètica més propera a la dels primers punk: cabell curt i tenyit, samarretes de Vivienne Westwood plena de pins.

### Els seus primers èxits
El mes de maig de l'any 1981 surt el primer àlbum d'estudi anomenat Punk's Not Dead, que es convertiria en un veritable èxit de vendes per a una banda underground, arribant a vendre 150.000 còpies. Poc després, The Exploited s'embarca en la gira Apocalypse Now Tour al costat de Discharge, Infa Riot, Anti Pasti, Chron Gen i Anti-Nowhere League, gira que recorre el Regne Unit posant de nou sobre la taula al ja donat per mort moviment punk i marcant en major o menor mesura una fita dins de l'UK82. Pel mateix cas sorgiria un renovat interès per part dels mitjans i segells discogràfics en el punk, no com havia estat en la primera onada del punk que va ser marcada per grups fitxant en grans discogràfiques, aparicions en les notícies i freqüents esments en els periòdics, sinó més aviat d'interès local i amb segells independents quan no directament autoproduïts (Secret, Pax, Riot City, Mortarhate, Clay, Rondelet, entre altres). És també 1981 l'any que la banda s'embarca en gires fora de Gran Bretanya: França, Alemanya, Holanda i Suècia. Temps que Dru Stix (bateria) és arrestat per assalt a mà armada, condemnat subsegüentment a set anys de presó i, per tant, substituït breument per Danny Heatley i després per l'exmiembro d'UK Subs, Steve Roberts que, excepte en tres cançons, seria qui toqués en l'àlbum següent.

### Troops of Tomorrowi la crítica a la guerra
L'any 1982, es decideix gravar un nou LP, que portaria per títol Troops Of Tomorrow, que incloïa el tema que dona nom al disc, una versió d'un tema de 1978 de The Vibrators en la qual van col·laborar. És aquest disc el que molts consideren el seu millor treball, la qual cosa els porta reconeixement, la primera gira per Nord-amèrica i una aparició al programa televisiu Top Of The Pops. Així mateix, els mitjans escrits més "mainstream" es fixen en l'interès que va generant la banda. The Exploited apareix en articles de periòdics com el Record Mirror o la revista musical Flexi Pop. El dia immediatament posterior a la seva aparició al programa Top Of The Pops, el seu LP va vendre només 500 còpies del seu disc Troops Of Tomorrow, ja que molts dels seus seguidors van pensar que la banda s'havia "venut": el dia immediatament anterior l'LP havia venut 120.000. A causa de la seva aparició televisiva, la banda anarcopunk Conflict va compondre el tema «Exploitation». A més de ressenyes en publicacions més underground com els desapareguts fanzines Punk's Not Dead i Punk Lives, van aparèixer en les revistes Maximum Rock And Roll, Sounds i un gran nombre de fanzines. «Big» John Duncan va a ser substituït (encara que grava el següent LP) per Karl Morris a la guitarra, Gary McCormack per Wyne Tyas al baix i Danny Heatley va a ser reemplaçat pel germà menor de Wattie, William «Wullie» Buchan, que es va a transformar en el bateria més estable dins de la formació (Wullie desapareixia esporàdicament).

### La crítica a la guerra continua

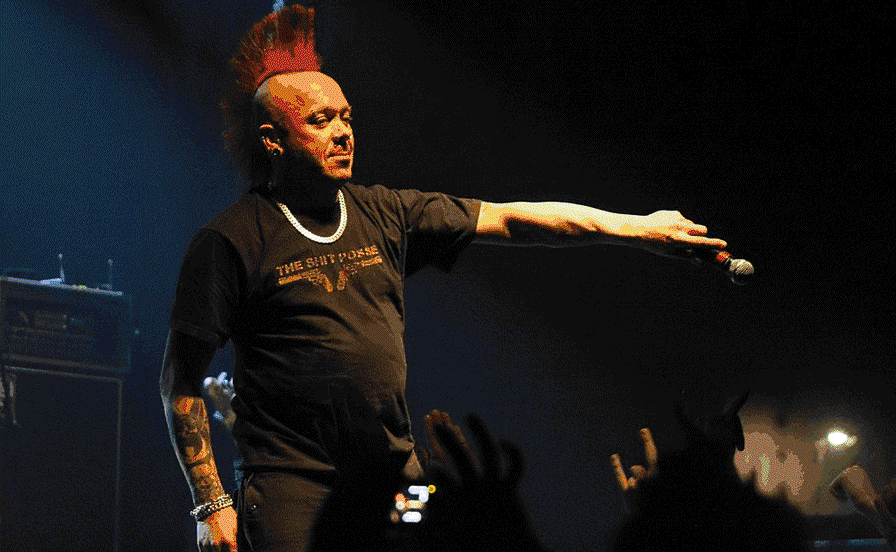

Amb Wattie a la veu, Big John a la guitarra, Wayne Tyas al baix i Wullie Buchan, el grup entra a l'estudi per gravar el seu tercer àlbum, titulat Let's Start A War... Said Maggie One Day (Pax, 1983), el títol del qual «Comencem una guerra..., va dir un dia Maggie» conté una referència a la Guerra de les Malvines. El disc segueix clarament la mateixa línia del seu predecessor Troops Of Tomorrow, amb temes potents, ràpids i de curta durada que es poden definir entre el més pesat i dur dins del hardcore punk. No obstant això, les vendes no eren tan generoses, ja que a finals de l'any es comença a apreciar un decaïment de l'escena punk britànica. L'any 1984 va resultar la fi de molts grups (Infa Riot, The 4 Skins, Anti Pasti, Chron Gen, The Defects, The Ejected), tot i que en aquesta època el punk va gaudir de bona popularitat en la resta d'Europa i del món. En tot cas, l'any 1984 la banda torna als Estats Units i Canadà en una gira multitudinària les presentacions de la qual al Olympic Auditorium de Los Angeles al costat dels nord-americans Agnostic Front i els anglesos UK Subs van ser considerades històriques.

### Horror Epicsl'últim del seu granUk82
De tornada a Escòcia, la banda se separa per un breu període en 1984, per en 1985 treure al mercat l'LP Horror Epics que, si bé segueix sent punk, està notablement millor produït, amb diversos arranjaments en la bateria, i fins i tot, cors femenins en un tema. El tempo d'algunes cançons també es torna més lent i amb atmosferes més fosques. A causa del debilitament de l'escena punk britànica, i amb la finalitat de moltes bandes que havien captat l'atenció del públic, torna l'interès cap a les bandes que, per un o un altre motiu, seguien en actiu, aglutinat en concerts relativament massius, fent una mitjana de les cinc-centes persones per actuació (G.B.H., The Adicts, o els mateixos The Exploited), i a més, tornen a Amèrica del Nord, en una nova gira que seria desastrosa, amb concerts suspesos abans d'un quart del temps del pressupostat, batalles campals entre bandes rivals o bé amb grups feixistes. La gira és cancel·lada després d'una baralla a la meitat d'un concert entre Karl Morris i Wattie. Com a resultat Karl Morris i Wayne Tyas deixen la bandat. No obstant això, aquesta gira deixaria material per a un LP en viu, titulat Live At The White House, que surt publicat l'any 1986. Karl Morris és reemplaçat per Mad Mick, qui al seu torn seria reemplaçat per Nigel «Nig» Swanson, present en Exploited des de 1985 fins a 1989. Wayne va ser substituït per John «Deptford» Armitage. Aquesta formació va donar vida al EP Jesus is Dead. Durant la gira de Jesus is Dead, John Armitage seria reemplaçat pel retornat Wayne Tyas per després ocupar el seu lloc Tony Lochiel, qui romandria a la banda entre 1986 i 1987.

### La fi d'una era, el començament d'una altra: Elcrossover thrash
El 1987, The Exploited novament s'aboca a la tasca de compondre un nou LP, que es titula Death Before Dishonour, en el qual ja s'aprecia una clara influència de bandes com Metallica, Slayer, o Megadeth (totes elles agrupacions que reconeixien a The Exploited entre les seves influències), fet que, si bé per la mescla d'estils els va ampliar l'audiència de l'estil crossover, d'altra banda va a trobar resistència en certa manera per part del seu tradicional públic punk. A l'any següent una discogràfica treu al mercat un EP anomenat War Now amb tres temes sobrants de les sessions de Death Before Dishonour el qual contenia una barreja del tema Sexual Favours. Després Tony deixa la banda ocupant el seu lloc Mark «Smeeks» Smellie.

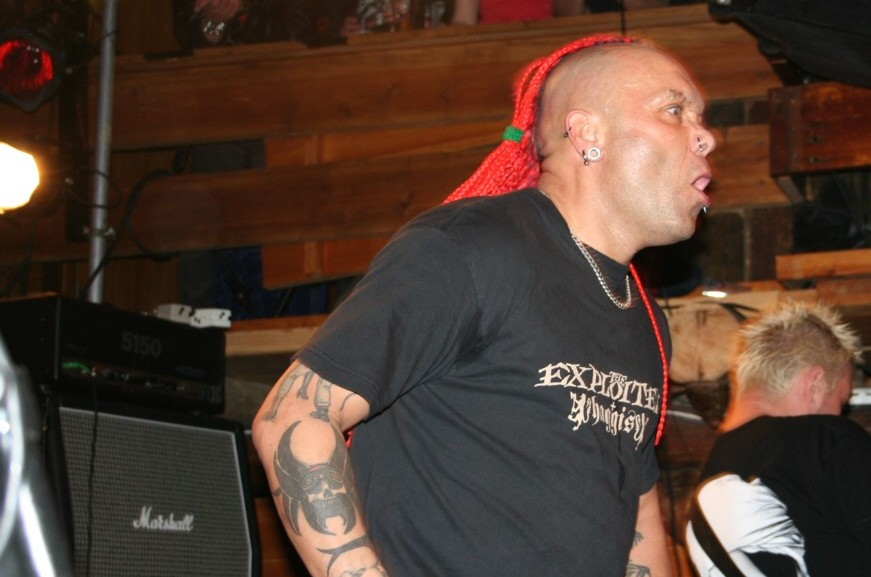
Wattie Buchan capdavanter i únic integrant de la banda que hi ha romàs sempre.

### The Massacre
Després d'una nova gira pel Regne Unit, Europa i Amèrica del Nord l'any 1989, Gordon «Gogs» Belfour substitueix a Nigel Swanson, que es transforma en assessor de la banda, i Tony Martin pren el lloc de Wullie Buchan a la bateria. És amb aquesta formació amb què The Exploited edita el seu nou treball, The Massacre, el 1990, amb una clara línia punk/metal i sons molt més produïts, arranjaments i amb temes de més durada que els dels seus treballs anteriors. L'àlbum va comptar amb la col·laboració del famós productor Colin Richardson.
El 1991, Wullie torna a la bateria. És en aquest període quan s'inicia la nova tònica de treball del grup: diversos anys entre disc i disc per dedicar-se a llargues gires mundials. L'any 1991 The Exploited viatja per primera vegada al Japó. Les seves actuacions en aquest país donen lloc a un vídeo i a un disc en viu. El 1992, Slayer i Ice-T fan una versió de les cançons «UK 82», «Disorder» i «War», temes de l'àlbum Troops of Tomorrow; el resultat és un medley retitulado «Disorder». La lletra corresponent a «UK 82» és canviada i retitulada «LA 92», en al·lusió a les revoltes a la ciutat californiana després de la pallissa que uns policies van causar a Rodney King. El medley «Disorder» de Slayer i Ice-T participa a la banda sonora de la pel·lícula de 1993 Judgement Night.
L'any 1993 entra Fraser Rosetti com a guitarrista. The Exploited es presenta a Mèxic, Brasil i Argentina, també visiten Rússia, Israel i, novament, Japó, a més de viatjar per Anglaterra, Amèrica del Nord i Europa. Durant aquest període The Exploited varia encara més intensament d'integrants.

### Beat the Bastards
El 1994 es dediquen a la creació del nou àlbum. El resultat serà Beat The Bastards, disc que és considerat, especialment pels seus seguidors, un disc metal, editat el 1996, amb 13 temes. Crida l'atenció el fet que l'haguessin enregistrat amb uns components, fossin uns altres quan el van publicar i per les gires promocionals uns altres membres diferents; fins i tot en els crèdits del CD figura com a guitarrista un tal Jamie Buchan, la qual cosa va fer a molts preguntar-se de quin Buchan es tractava, ja que no hi havia cap Jamie Buchan conegut: la resposta de la banda va ser que el disc va ser enregistrat pel guitarrista Fraser «Fraz» Rosetti, qui, una vegada pagat pel seu treball, va deixar al grup. Així que per omplir el seu nom es va incloure a «Jamie Buchan», qui no era altre que el fill d'amb prou feines 2 anys de Wattie. A més, Wullie Buchan va enregistrar el baix en tots els temes, excepte en «Fifteen Years», on va ser Jim Gray qui se'n va encarregar.

### Fuck the System

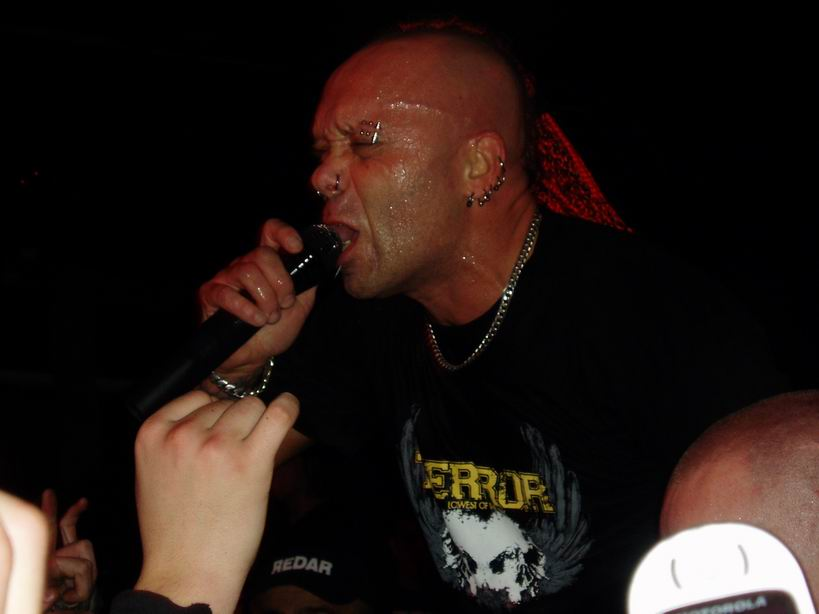
Wattie Buchan en un concert.

A principis del 2002 s'anuncia un nou disc. que arriba el 2003 i porta per títol Fuck The System. Si bé continua en la línia del seu anterior treball de tall clarament Metàl·lica, no és aquest l'únic estil present, ja que d'alguna manera The Exploited reprèn les seves arrels punk amb temes ràpids i curts, però amb la contundència i sonoritat metalera. Arthur «Arf» Dalrymple es va encarregar del baix, al costat de qui havia de ser el guitarrista més durador de The Exploited fins al dia d'avui, Robbie Davidson, i amb els ja clàssics germans Buchan a les veus i als tambors respectivament. Amb la subsegüent gira promocional, la banda tenia pressupostada una data a Montreal, Canadà. Les autoritats els van negar permís per tocar a causa de la possibilitat que s'originés algun tipus d'altercat. Com a resultat, el públic va iniciar una revolta que va acabar amb diversos automòbils bolcats i que va ser coneguda com "The Exploited Mont-real Riot".
Al novembre de 2007, va aparèixer un comunicat de la banda al web oficial informant que el guitarrista Robbie Davidson abandonava la banda després de 9 anys per dedicar més temps al seu projecte musical anomenat Certain Death. El substitut per Robbie va ser Gav, tot i que aproximadament un any després, també va abandonar la banda i van reclutar al guitarrista Matt McGuire, que també estaria un any al grup; no obstant això, el 2012 va tornar a The Exploited. Tommy Concrete va ser qui va substituir a McGuire el temps que va estar absent.

### 2012 -
El 2010 Wullie Buchan va escriure en el fòrum oficial de la banda que es trobaven treballant en el seu següent àlbum i que molt possiblement veuria la llum en 2011, cosa que no va acabar succeint
Des de l'edició de Fuck the System, la banda ha seguit traient material recopilatori i àlbums en viu. Han estat molt actius realitzant gires mundials que han inclòs diverses dates en EUA., Canadà, Mèxic, Rússia, països d'Europa Oriental com Grècia, Eslovènia, Croàcia, Turquia, Espanya, França, Alemanya, presentacions en els festivals Punk and Disorderly; també han visitat Suècia, Noruega, Israel, Japó, Indonèsia, Malàisia Austràlia, Nova Zelanda i Llatinoamèrica.
Al febrer de 2014 Wattie Buchan va patir un atac de cor sobre l'escenari, durant una actuació a Lisboa amb Hatebreed i Napalm Death. El van portar a l'hospital local on s'hi va estar durant almenys una setmana. La banda va signar un contracte amb Nuclear Blast Records, i va obtenir molts dels seus àlbums reeditats al març del 2014. La banda també va dir que el seu primer àlbum després d'una dècada es donaria a conèixer a finals del 2014 o a principis de 2015, cosa que, una vegada més, tampoc no va succeir. Wattie va dir en una entrevista que la música per al nou treball estava composta, però que havia patit una depressió que l'havia incapacitat per escriure'n les lletres. El 2016, el guitarrista Matt McGuire abandona l'agrupació i el substitueix Robbie Davidson, qui va gravar l'àlbum Fuck The System, tornant així a The Exploited gairebé una dècada després des del seu adéu el 2007. Malgrat tot, el 2018, en el Facebook de la banda, es va anunciar que Davidson volia abandonar el grup i que si algú tocava la guitarra, que ho digués a la pròpia xarxa social; tot i això, es va anunciar poc després, que McGuire tornava al grup (actualment Davidson torna a estar en el grup, però amb previsions de sortir-ne).

## Controvèrsia: acusacions i negacions del presumpte feixisme de la banda
Des de la segona meitat de la dècada de 1990, van circular una sèrie de rumors sobre l'orientació política de la banda. En línies generals, es tracta d'acusacions provinents de sectors antifeixistes, que assenyalaven una possible orientació feixista de The Exploited. Les suposades proves que aportaven els autors d'aquestes acusacions eren:
- Wattie Buchan va pertànyer a l'exèrcit i va arribar a ser franctirador.
- Suposats vincles de The Exploited amb el National Front, arribant fins i tot a donar part dels seus ingressos a aquesta organització.
- Expulsió de Big John per la seva orientació sexual.
- Racisme de Wattie Buchan: odi a pakistanesos i immigrants, afirmació que les Illes Malvines eren britàniques a l'Argentina.
- Enemistat amb Dead Kennedys, havent arribat fins i tot a colpejar al bateria DH Peligro pel color de la seva pell.
- John «Deptford» Armitage, baixista entre 1985 i 1986, havia pertangut a la banda Combat 84, aquesta agrupació comptava amb un gran nombre de NS Skinheads entre els seus seguidors.
- Pallissa amb el grup punk mexicà Solución Mortal als anys vuitanta.
- A la portada del seu EP War Now! es veu una bandera que llueix un 88 (nombre que representa a Hitler).
- A més de tot això, s'expliquen una sèrie d'altercats que haurien protagonitzat al Brasil i en el mur de Berlín durant els anys 80, que en els seus inicis lluïen esvàstiques i una sèrie de declaracions racistes, a més de la inclinació del grup per la violència.

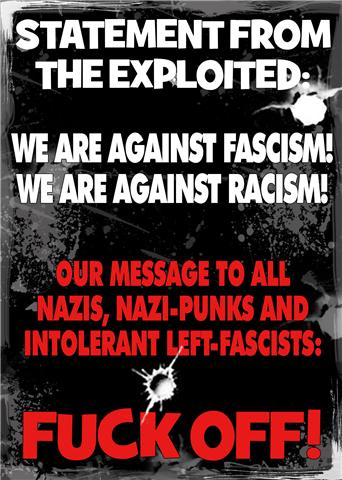
Cartell amb una declaració oficial de la banda contra les acusacions de feixisme i racisme.

Les rèpliques per part de The Exploited així com dels seus seguidors han estat:
- Wattie mai no ha ocultat el fet de pertànyer a l'exèrcit en la seva joventut.
- Mai han donat diners al National Front.
- Big John va dir en una entrevista que la seva condició sexual no va tenir res a veure amb la seva sortida de la banda, sinó que «el grup s'estava enfonsant sota els meus ulls, Wattie sempre va voler tenir l'última paraula sobre tot i no estava realment obert al raonament o al sentit comú».[9]
- Wattie va dir en una entrevista per a una revista que odiava als pakistanesos, però que també odiava a molts blancs i que, de fet, odiava a més blancs que a pakistanesos.
- L'enemistat amb Dead Kennedys existeix, però cap de les dues parts ha aclarit mai el perquè. Mai han tocat junts com per pensar en una baralla, i la cançó «Nazi Punks - Fuck Off», segons el mateix Jello Biafra, estava dedicada al sector més violent del hardcore nord-americà.
- John «Deptford» Armitage també va pertànyer a UK Subs, el vocalista del qual, Charlie Harper, és un activista antiracista reconegut, a més de tenir pares espanyols i avantpassats mexicans. Combat 84 va ser una banda sobretot políticament incorrecta, però mai racista o neonazi.
- La pallissa a Solución Mortal és una llegenda. Però la banda va ser boicotejada i Wattie atacat per punks antifeixistes quan es van presentar en la Ciutat de Mèxic.
- La bandera (negra i amb la lletra "A" en blanc i envoltada amb un cercle) de la portada del EP diu «Chaos 88», 1988 és l'any en què va sortir al mercat i, segons els membres de The Exploited, no sabien que aquest número significava res nazi.
- Cada vegada que han estat a Brasil han estat ben rebuts, excepte alguna esbatussada aïllada; en el mur de Berlín es van dedicar a insultar als «vopos» (policies de la RDA) quan estaven borratxos. Van reconèixer usar esvàstiques només al principi de la seva carrera, quan era comuna entre les bandes punk (com a provocació).[10] A més, The Exploited gaudeix de popularitat a Llatinoamèrica, Àsia i Mig Orient.

## Estil musical
La música de The Exploited ha estat relacionada amb diversos subgèneres dins del punk i del metal per diferents webs. En allmusic han estat catalogats com anarcopunk, hardcore punk, punk rock, oi! i crossover thrash (aquest últim gènere apareix sota el terme general punk metal). En la biografia de la mateixa web, defineixen al grup com "una de les bandes thrash més políticament directes del Regne Unit". Al web punkmusic.about van enquadrar a la banda dins del street punk. Per la seva banda, el crític Mark Prindle, esmenta el speed metall en la seva ressenya de l'àlbum de 1987 Death Before Dishonour. En el que diferents llocs d'internet han coincidit, és a assenyalar que l'estil de The Exploited es diferencia en dues etapes: una més inclinada al punk, i una altra més cap al metal, sent aquesta última iniciada amb l'anteriorment esmentat àlbum del 1987.

## Integrants
- Wattie Buchan - Veu
- Willie Buchan - Bateria (1982-1989, 1991, 1992-1997, 2000-present)
- Irish Rob - Baix i cors
- Robbie "Steed" Davidson - Guitarra i cors (1998-2007, 2016-actualitat -en aquest últim període, ha tingut moments d'absència-)

## Membres antics
Veu: 
- Terry Buchan (1979)

Guitarra: 
- Hayboy Steve (1979-1980)
- "Big" John Duncan (1980-1983)
- Karl "Egghead" Morris (1984)
- Mad Mick (1985)
- Nigel "Nig" Swanson (1985-1990) †
- Gordon "Gogs" Balfour (1989-1991)
- Fraser "Fraz" Rosetti (1993-1995)
- Arthur "Arf" Dalrymple (1996-1998)
- Gav Little (2007-2010)
- Tommy Concreti (2011-2012)
- Matt "Justice" McGuire (2010-2011, 2012-2016, 2019)

Baix:
- Mark Patrizio (1979-1980)
- Gary McCormack (1980-1983)
- Wayne Tyas (1983-1985)
- John "Deptford" Armitage (1985-1986)
- Tony Lochiel (1986-1987) †
- Mark "Smeeks" Smellie (1988-1993)
- Jim Gray (1993-1996)
- Mikie Jacobs (1996-2003)
- Dave "Davey" Peggie (2003)
- Irish Rob (2003-actualitat)

Bateria
- Jim "Jimbo" Park (1979)
- Glen "Dru Stix" Campbell (1979-1982)
- Danny Heatley (1982)
- Steve Roberts (1982)
- Willie Buchan (1982-1989, 1991, 1992-1997, 2000-present)
- Rik Heller (1988)
- Tony Martin (1989-1991)
- Ian "Pud" Purdie (1991-1992)

## Discografia

### Àlbums
| #  | Títol de l'Àlbum       | Tipus d'àlbum | Data de llançament |
| -- | ---------------------- | ------------- | ------------------ |
| 1. | Punk's Not Dead        | D'estudi      | 1981               |
| 2. | Troops of Tomorrow     | D'estudi      | 1982               |
| 3. | Let's Start a War      | D'estudi      | 1983               |
| 4. | Horror Epics           | D'estudi      | 1984               |
| 5. | Death Before Dishonour | D'estudi      | 1987               |
| 6. | The massacre           | D'estudi      | 1990               |
| 7. | Beat the Bastards      | D'estudi      | 1996               |
| 8. | Fuck the System        | D'Estudi      | 2003               |

### EP
| #  | Títol de l'Àlbum                                        | Tipus d'àlbum | Data de llançament |
| -- | ------------------------------------------------------- | ------------- | ------------------ |
| 1. | Don't Let 'em Grind You Down (juntament amb Anti Pasti) | EP            | 1981               |
| 2. | Jesus is Dead                                           | EP            | 1986               |
| 3. | War Now                                                 | EP            | 1988               |